# Pristomerus parilis
Pristomerus parilis là một loài tò vò trong họ Ichneumonidae.